# Катала
Ката́ла — один из представителей воровских профессий. Каталы  получают доход от игорного бизнеса, применяя меченые карты и другие шулерские приёмы. В уголовном мире относятся к элите. 
В 1990-е годы каталы стали одним из самых массовых видов криминального бизнеса, процветавшего в местах массового скопления граждан — на стихийных базарах, вокзалах, в подземных переходах, у входа в питейные и торговые точки и т. п. 
В российском телесериале «Граница. Таёжный роман» есть эпизод, показывающий «работу» катал в поезде, следующем через тайгу, и демонстрирующий, что каталы для заметания следов могут скидывать проигравших с поезда на ходу и т. д.
Первоначальное значение термина «катала» — игрок в бильярд. Для успешной «работы» катале важно не столько очень хорошо играть, сколько уметь заставить играть на деньги более слабого игрока.